# Involucropyrenium waltheri
Involucropyrenium waltheri är en lavart som först beskrevs av August von Krempelhuber och som fick sitt nu gällande namn av Breuss. 
Involucropyrenium waltheri ingår i släktet Involucropyrenium och familjen Verrucariaceae. Arten är reproducerande i Sverige. Inga underarter finns listade i Catalogue of Life.